# Isorella
Isorella là một đô thị thuộc tỉnh Brescia trong vùng Lombardia ở Ý. Đô thị này có diện tích 15 km², dân số 3533 người.
Đô thị này giáp với các đô thị sau: Calvisano, Gambara, Ghedi, Gottolengo, Remedello, Visano.